# Florindo

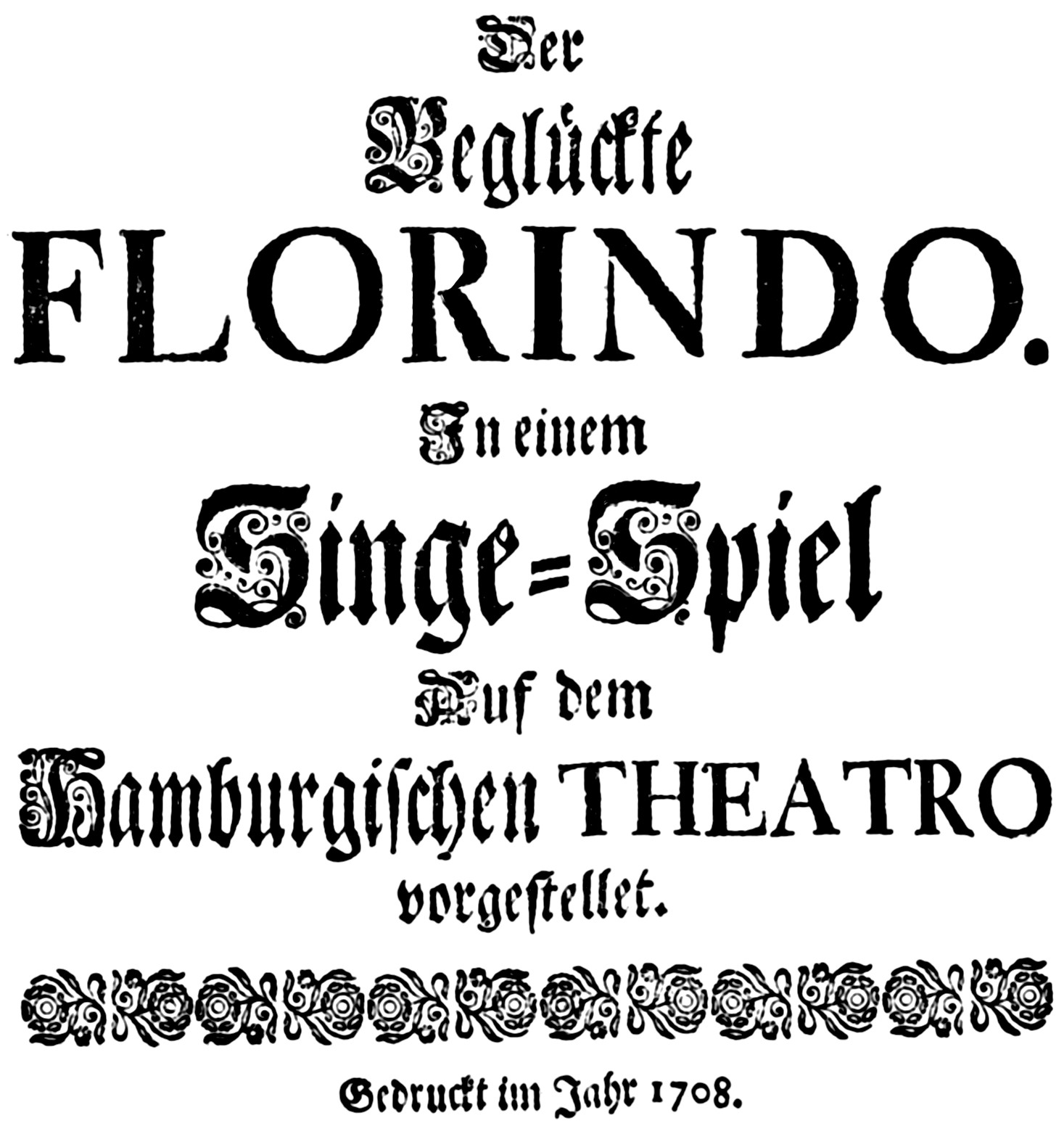
Titelseite des Textbuches, Hamburg 1708

Der beglückte Florindo (HWV 3) est un opéra de Georg Friedrich Haendel commandé par Reinhard Keiser, directeur-compositeur de l’Opéra d'État de Hambourg de l’époque. La première représentation eut lieu au Theater am Gänsemarkt de Hambourg et fut probablement dirigée par Christoph Graupner en 1708, après que Handel eut quitté Hambourg pour l'Italie.

## Description
Il s’agit en fait de la première partie d’un opéra double, l'autre étant Die verwandelte Daphne. Keiser choisit de mélanger l’opéra originel avec une pièce de théâtre en bas allemand, Die lustige Hochzeit, craignant que le public ne s’ennuyât lors des représentations ; chose qui déplut fortement à Haendel, comme a pu le noter Romain Rolland.
Seuls quelques fragments de la partition nous sont parvenus, bien qu'un article de J.M. Coopersmith paru en 1946 déclarât qu'une copie du livret de 1708 était toujours présente à la Bibliothèque du Congrès. Heinrich Hinsch, avocat, en rédigea le livret. Fait notable, il écrivit également celui du premier opéra de Reinhard Keiser à Hambourg, Mahumet II (1696), basé sur la vie de Mehmet II.